# Étables-sur-Mer
Étables-sur-Mer korábbi község Franciaországban, Côtes-d’Armor megyében. Lakosainak száma 3180 fő (2018. január 1.).
2016. január 1-jén Binic korábbi községgel egyesült és az így létrejött Binic-Étables-sur-Mer új község része lett.

## Népesség
A település népességének változása:
| Lakosok száma | 1980 | 1954 | 2041 | 2039 | 2121 | 2999 | 3022 | 7132 | 3101 | 3180 |
|               | 1962 | 1968 | 1975 | 1982 | 1990 | 2008 | 2013 | 2016 | 2017 | 2018 |